# 500 Milhas de Indianápolis de 2020
A 104ª edição das 500 Milhas de Indianápolis (creditada oficialmente como "104th Running of the Indianapolis 500 presented by Gainbridge") foi a nona etapa do calendário de corridas da temporada de 2020 da IndyCar Series. Disputada no dia 23 de agosto no Indianapolis Motor Speedway, localizado na cidade de Speedway, em Indiana, foi encerrada com bandeira amarela devido a um violento acidente com o norte-americano Spencer Pigot (RLL with Citrone/Buhl Autosport), que bateu contra uma proteção de pneus.
Teve como vencedor o japonês Takuma Sato, da equipe Rahal Letterman Lanigan Racing, seguido por Scott Dixon (Chip Ganassi Racing) e Graham Rahal (Rahal Letterman Lanigan Racing). O vencedor da edição de 2019, o francês Simon Pagenaud (Penske) não repetiu o desempenho anterior e terminou a prova em 22º lugar, 2 voltas atrás de Sato, que obteve a segunda vitória na Indy 500.
Entre os novatos, o melhor desempenho foi do mexicano Patricio O'Ward (Arrow McLaren SP), que terminou a corrida em 6º lugar. Os brasileiros Hélio Castroneves, da Penske, e Tony Kanaan, da A. J. Foyt Enterprises, tiveram desempenhos razoáveis, chegando em 11º e 19º, respectivamente.
O hino nacional norte americano foi interpretado pelos cirurgiões Elvis Francois e William Robinson, enquanto "Back Home Again In Indiana" ficou novamente por conta do tenor Jim Cornelison, e a ordem de largada foi dada por Roger Penske.

## Pilotos inscritos
Além dos 20 pilotos que disputarão a temporada completa, inscreveram-se para a corrida (excluindo os pilotos que disputarão outras etapas além das 500 Milhas):
- James Davison (Dale Coyne Racing): pela quarta vez inscrito como piloto da Dale Coyne na Indy 500, associou-se com a Rick Ware Racing (equipe pela qual compete na Nascar), Jonathan Byrd's Racing e Belardi.[5] Sua participação na prova durou apenas 6 voltas, devido a um problema no freio de seu carro e causando um incêndio.[6]
- Sage Karam (Dreyer & Reinbold Racing): pela quinta edição consecutiva, disputou as 500 Milhas como piloto da Dreyer & Reinbold, novamente sem apoio oficial de outras equipes.[7]
- Fernando Alonso (Arrow McLaren SP): depois da participação na edição de 2017 e de não conseguir vaga no grid em 2019, o bicampeão de Fórmula 1 participou da prova pela Arrow McLaren SP com o #66.[8]
- J. R. Hildebrand (Dreyer & Reinbold Racing): pela terceira vez, o segundo colocado nas 500 Milhas de 2011 participou da prova num segundo carro da Dreyer & Reinbold, desta vez inscrito com o #67.[9]

## Treino classificatório
| Pos.                           | No.                            | Piloto                         | Equipe                                                      | Motor                          | Vel.                           |
| Classificados para o Fast Nine | Classificados para o Fast Nine | Classificados para o Fast Nine | Classificados para o Fast Nine                              | Classificados para o Fast Nine | Classificados para o Fast Nine |
| ------------------------------ | ------------------------------ | ------------------------------ | ----------------------------------------------------------- | ------------------------------ | ------------------------------ |
| 1                              | 98                             | Marco Andretti                 | Andretti-Herta Autosport w/ Marco Andretti & Curb-Agajanian | Honda                          | 231.068                        |
| 2                              | 9                              | Scott Dixon W                  | Chip Ganassi Racing                                         | Honda                          | 231.051                        |
| 3                              | 30                             | Takuma Sato W                  | Rahal Letterman Lanigan Racing                              | Honda                          | 230.725                        |
| 4                              | 21                             | Rinus VeeKay R                 | Ed Carpenter Racing                                         | Chevrolet                      | 230.704                        |
| 5                              | 28                             | Ryan Hunter-Reay W             | Andretti Autosport                                          | Honda                          | 230.648                        |
| 6                              | 29                             | James Hinchcliffe              | Andretti Autosport                                          | Honda                          | 229.870                        |
| 7                              | 55                             | Álex Palou R                   | Dale Coyne Racing w/ Team Goh                               | Honda                          | 229.676                        |
| 8                              | 15                             | Graham Rahal                   | Rahal Letterman Lanigan Racing                              | Honda                          | 229.380                        |
| 9                              | 27                             | Alexander Rossi W              | Andretti Autosport                                          | Honda                          | 229.234                        |
| Posições 10-33                 |                                |                                |                                                             |                                |                                |
| 10                             | 88                             | Colton Herta                   | Andretti-Harding Steinbrenner Autosport                     | Honda                          | 230.775                        |
| 11                             | 8                              | Marcus Ericsson                | Chip Ganassi Racing                                         | Honda                          | 230.566                        |
| 12                             | 45                             | Spencer Pigot                  | Rahal Letterman Lanigan Racing with Citrone/Buhl Autosport  | Honda                          | 230.539                        |
| 13                             | 1                              | Josef Newgarden                | Team Penske                                                 | Chevrolet                      | 230.296                        |
| 14                             | 10                             | Felix Rosenqvist               | Chip Ganassi Racing                                         | Honda                          | 230.254                        |
| 15                             | 5                              | Patricio O'Ward R              | Arrow McLaren SP                                            | Chevrolet                      | 230.213                        |
| 16                             | 20                             | Ed Carpenter                   | Ed Carpenter Racing                                         | Chevrolet                      | 230.211                        |
| 17                             | 26                             | Zach Veach                     | Andretti Autosport                                          | Honda                          | 229.961                        |
| 18                             | 47                             | Conor Daly                     | Ed Carpenter Racing                                         | Chevrolet                      | 229.955                        |
| 19                             | 18                             | Santino Ferrucci               | Dale Coyne Racing with Vasser-Sullivan                      | Honda                          | 229.924                        |
| 20                             | 60                             | Jack Harvey                    | Meyer Shank Racing                                          | Honda                          | 229.861                        |
| 21                             | 7                              | Oliver Askew R                 | Arrow McLaren SP                                            | Chevrolet                      | 229.760                        |
| 22                             | 12                             | Will Power W                   | Team Penske                                                 | Chevrolet                      | 229.701                        |
| 23                             | 14                             | Tony Kanaan W                  | A. J. Foyt Enterprises                                      | Chevrolet                      | 229.154                        |
| 24                             | 41                             | Dalton Kellett R               | A. J. Foyt Enterprises                                      | Chevrolet                      | 228.880                        |
| 25                             | 22                             | Simon Pagenaud W               | Team Penske                                                 | Chevrolet                      | 228.836                        |
| 26                             | 66                             | Fernando Alonso                | Arrow McLaren SP                                            | Chevrolet                      | 228.768                        |
| 27                             | 51                             | James Davison                  | Dale Coyne Racing w/ Rick Ware Racing & Byrd-Belardi        | Honda                          | 228.747                        |
| 28                             | 3                              | Hélio Castroneves W            | Team Penske                                                 | Chevrolet                      | 228.373                        |
| 29                             | 4                              | Charlie Kimball                | A. J. Foyt Enterprises                                      | Chevrolet                      | 227.758                        |
| 30                             | 59                             | Max Chilton                    | Carlin                                                      | Chevrolet                      | 227.303                        |
| 31                             | 24                             | Sage Karam                     | Dreyer & Reinbold Racing                                    | Chevrolet                      | 227.099                        |
| 32                             | 67                             | J. R. Hildebrand               | Dreyer & Reinbold Racing                                    | Chevrolet                      | 226.341                        |
| 33                             | 81                             | Ben Hanley                     | DragonSpeed                                                 | Chevrolet                      | 222.917                        |
| OFFICIAL REPORT                |                                |                                |                                                             |                                |                                |

## Resultado oficial
| Posição   | Número | Piloto              | Equipe                                                      | Motor     | Voltas Completadas | Tempo/Abandono | Pit Stops | Classificação | Voltas Lideradas | Pontos |
| --------- | ------ | ------------------- | ----------------------------------------------------------- | --------- | ------------------ | -------------- | --------- | ------------- | ---------------- | ------ |
| 1         | 30     | Takuma Sato W       | Rahal Letterman Lanigan Racing                              | Honda     | 200                | 3:10:05.088    | 5         | 3             | 27               | 108    |
| 2         | 9      | Scott Dixon W       | Chip Ganassi Racing                                         | Honda     | 200                | +0.057         | 5         | 2             | 111              | 91     |
| 3         | 15     | Graham Rahal        | Rahal Letterman Lanigan Racing                              | Honda     | 200                | +0.095         | 5         | 8             | 0                | 72     |
| 4         | 18     | Santino Ferrucci    | Dale Coyne Racing w/ Vasser-Sullivan                        | Honda     | 200                | +0.392         | 5         | 19            | 1                | 65     |
| 5         | 1      | Josef Newgarden     | Team Penske                                                 | Chevrolet | 200                | +1.661         | 5         | 13            | 0                | 60     |
| 6         | 5      | Patricio O'Ward R   | Arrow McLaren SP                                            | Chevrolet | 200                | +3.249         | 5         | 15            | 0                | 56     |
| 7         | 29     | James Hinchcliffe   | Andretti Autosport                                          | Honda     | 200                | +4.269         | 5         | 6             | 1                | 57     |
| 8         | 88     | Colton Herta        | Andretti-Harding Steinbrenner Autosport                     | Honda     | 200                | +5.191         | 5         | 10            | 1                | 49     |
| 9         | 60     | Jack Harvey         | Meyer Shank Racing                                          | Honda     | 200                | +6.813         | 5         | 20            | 0                | 44     |
| 10        | 28     | Ryan Hunter-Reay W  | Andretti Autosport                                          | Honda     | 200                | +7.961         | 5         | 5             | 0                | 45     |
| 11        | 3      | Hélio Castroneves W | Team Penske                                                 | Chevrolet | 200                | +10.314        | 7         | 28            | 0                | 38     |
| 12        | 10     | Felix Rosenqvist    | Chip Ganassi Racing                                         | Honda     | 200                | +13.966        | 6         | 14            | 8                | 37     |
| 13        | 98     | Marco Andretti      | Andretti-Herta Autosport w/ Marco Andretti & Curb-Agajanian | Honda     | 200                | +16.065        | 5         | 1             | 0                | 43     |
| 14        | 12     | Will Power W        | Team Penske                                                 | Chevrolet | 200                | +17.643        | 6         | 22            | 2                | 33     |
| 15        | 26     | Zach Veach          | Andretti Autosport                                          | Honda     | 200                | +19.396        | 6         | 17            | 14               | 31     |
| 16        | 67     | J. R. Hildebrand    | Dreyer & Reinbold Racing                                    | Chevrolet | 200                | +20.234        | 8         | 32            | 0                | 28     |
| 17        | 59     | Max Chilton         | Carlin                                                      | Chevrolet | 200                | +21.491        | 9         | 30            | 0                | 26     |
| 18        | 4      | Charlie Kimball     | A. J. Foyt Enterprises                                      | Chevrolet | 200                | +24.701        | 6         | 29            | 0                | 24     |
| 19        | 14     | Tony Kanaan W       | A. J. Foyt Enterprises                                      | Chevrolet | 199                | +1 volta       | 5         | 23            | 0                | 22     |
| 20        | 21     | Rinus VeeKay R      | Ed Carpenter Racing                                         | Chevrolet | 199                | +1 volta       | 7         | 4             | 0                | 26     |
| 21        | 66     | Fernando Alonso     | Arrow McLaren SP                                            | Chevrolet | 199                | +1 volta       | 7         | 26            | 0                | 18     |
| 22        | 22     | Simon Pagenaud W    | Team Penske                                                 | Chevrolet | 198                | +2 voltas      | 9         | 25            | 14               | 17     |
| 23        | 81     | Ben Hanley          | DragonSpeed                                                 | Chevrolet | 198                | +2 voltas      | 9         | 33            | 0                | 14     |
| 24        | 24     | Sage Karam          | Dreyer & Reinbold Racing                                    | Chevrolet | 198                | +2 voltas      | 8         | 31            | 0                | 12     |
| 25        | 45     | Spencer Pigot       | Rahal Letterman Lanigan Racing with Citrone/Buhl Autosport  | Honda     | 194                | Batida         | 6         | 12            | 0                | 10     |
| 26        | 20     | Ed Carpenter        | Ed Carpenter Racing                                         | Chevrolet | 187                | +13 voltas     | 8         | 16            | 0                | 10     |
| 27        | 27     | Alexander Rossi W   | Andretti Autosport                                          | Honda     | 143                | Batida         | 4         | 9             | 17               | 12     |
| 28        | 55     | Álex Palou R        | Dale Coyne Racing w/ Team Goh                               | Honda     | 121                | Batida         | 3         | 7             | 0                | 13     |
| 29        | 47     | Conor Daly          | Ed Carpenter Racing                                         | Chevrolet | 91                 | Batida         | 3         | 18            | 0                | 10     |
| 30        | 7      | Oliver Askew R      | Arrow McLaren SP                                            | Chevrolet | 91                 | Batida         | 4         | 21            | 4                | 11     |
| 31        | 41     | Dalton Kellett R    | A. J. Foyt Enterprises                                      | Chevrolet | 82                 | Batida         | 2         | 24            | 0                | 10     |
| 32        | 8      | Marcus Ericsson     | Chip Ganassi Racing                                         | Honda     | 24                 | Batida         | 0         | 11            | 0                | 10     |
| 33        | 51     | James Davison       | Dale Coyne Racing w/ Rick Ware Racing & Byrd-Belardi        | Honda     | 4                  | Freio          | 0         | 27            | 0                | 10     |
| Box Score |        |                     |                                                             |           |                    |                |           |               |                  |        |